# Simon Dube
Simon Dube, né le 1er janvier 1983, est un kayakiste sud-africain pratiquant le slalom.

## Carrière
Il est médaillé d'argent en K1 aux Championnats d'Afrique de slalom 2009 à Cradock.